# Kamarádka s výhodami
Kamarádka s výhodami (v anglickém originále Friend with Benefit) je 6. díl 27. řady (celkem 580.) amerického animovaného seriálu Simpsonovi. Scénář napsal Rob LaZebnik a díl režíroval Matthew Faughnan. V USA měl premiéru dne 8. listopadu 2015 na stanici Fox Broadcasting Company a v Česku byl poprvé vysílán 1. dubna 2016 na stanici Prima Cool.

## Děj
Díl zahajuje parodie na krátký film společnosti Disney s názvem Feast. Spasitel je krmen zbytky z večeře Simpsonových, dokud příliš neztloustne a nezemře. Dostane se do nebe a Bůh mu nabídne na výběr mezi nebem pro štíhlé psy a peklem pro tlusté psy, v němž se objeví nápis „Pizza zdarma“ a Spasitel vběhne dovnitř. 
Homer uvidí reklamu na automatické křeslo a začne se zajímat o jeho koupi, ale cena 1100 dolarů ho vyděsí. Poté, co mu Lenny a Carl navrhnou, aby se pokusil získat peníze prostřednictvím crowdfundingu, Homer zveřejní video, které přesvědčí obyvatele Springfieldu, aby přispěli. Brzy má dost peněz na to, aby si křeslo koupil, a zveřejní další video, na kterém si ho užívá, ale obyvatelé města se při pohledu na jeho lehkovážné nakládání s penězi tak rozzuří, že vtrhnou do domu Simpsonových a křeslo zničí. 
Mezitím se Líza na Springfieldské základní škole snaží získat potenciální členy školního kouzelnického kroužku. Zájem o přihlášení projeví dívka jménem Harper Jambowski a obě začnou trávit čas společně. Líza se snaží uklidnit Homerův hněv kvůli ztrátě křesla tím, že ho požádá, aby ji a Harper vzal na koncert australské chlapecké skupiny, na který už otec Harper Mike koupil lístky. Homer souhlasí, ale s překvapením zjistí, že místa pro skupinu jsou v drahém VIP skyboxu. Mike, bohatý podnikatel a majitel několika podniků a sportovních týmů, se k nim v lóži připojí a s Homerem naváže vlastní přátelství. 
Cestou domů si Líza stěžuje Homerovi, že ji Harper během představení nikdy nenechá mluvit, ale Homer ji přesvědčí, aby se s Harper přátelila dál a mohla si užívat veškerého luxusu životního stylu Jambowských. Harper pozve Homera a Lízu na představení Davida Copperfielda, ale opět zabrání Líze v účasti, protože otcové se baví. Líza je z Harper rozčarovaná, a tak Mike pozve Simpsonovy na týden na svůj soukromý ostrov. Ti nejprve odmítnou kvůli tomu, že děti musí chodit do školy, ale Mike podplatí ředitele Skinnera, aby na týden zavřel Springfieldskou základní školu a oni mohli jet. 
Harper dá Líze nové luxusní kolo, ale Líza to považuje za urážku toho, jež vlastní, a má pocit, že se Harper snaží ovládat všechno kolem sebe. Přestože se jejich hádka stupňuje, Líza se rozhodne zůstat s Harper kamarádkou, aby si rodina mohla užívat pohodlí ostrova. Když se dívky během výletu začnou znovu hádat, Homer kvůli Líze neochotně odveze rodinu dříve domů s poznámkou, že nikdo, kdo by se k ní choval tak špatně, si nezaslouží být jejím přítelem. 
Během titulků se Homer s lítostí loučí s vybavením ostrova, zatímco rodina odlétá zpět do Springfieldu. Při pohledu z okna vidí s Lízou, že Bart zůstal na ostrově a na břehu do písku vyryl vzkaz „Sbohem, cucáci“. 

## Přijetí
Díl dosáhl ratingu 1,5 a sledovalo ho 3,48 milionu diváků, čímž se stal nejsledovanějším pořadem večera na stanici Fox.
Dennis Perkins z The A.V. Clubu udělil epizodě známku B+ a uvedl: „V této řadě seriál znovu objevil, jak plodné může být přiblížit Lízu jejímu věku. Jistě, téměř vždy je nejchytřejší osobou v místnosti, ale tady, stejně jako v opravdu restaurátorsky vynikajícím dílu Halloween je horor, tato inteligence ve spojení s emočním intelektem osmiletého dítěte uvolnila seriálu cestu k tomu, aby Lízu učinil vitálnější, než byla v poslední době. Velkou zásluhu na tom má samozřejmě výkon Yeardley Smithové. Dokonce i v těch nejnepatrnějších epizodách je vidět, jak je Smithová oddaná své typické roli, ale když se jako zde věnuje větší péče vytvoření Lízina charakteru – a udržuje ho konzistentní po celou dobu –, dokáže Lízu skutečně oživit… Zde je to chytré, šprťácké malé dítě, které je nadšené, že má nového kamaráda, ale také se přiměřeně věku rychle ohrazuje proti nespravedlnosti.“.